# Marine One

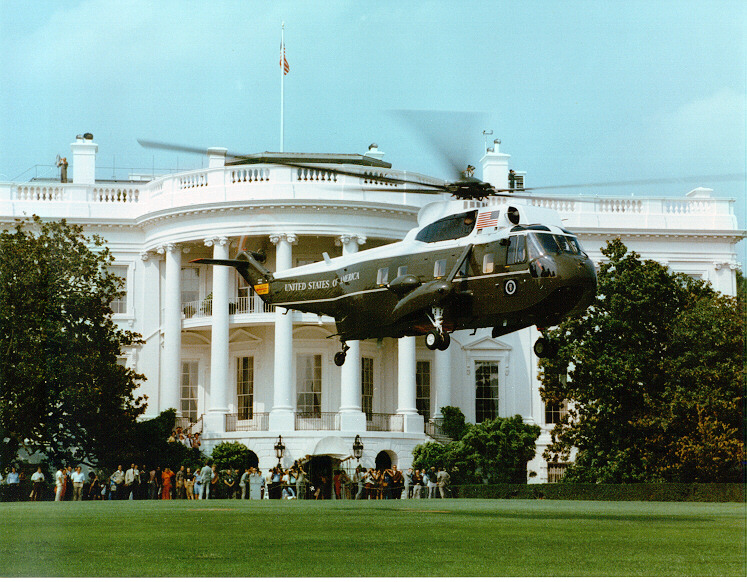
Marine One di fronte alla Casa Bianca

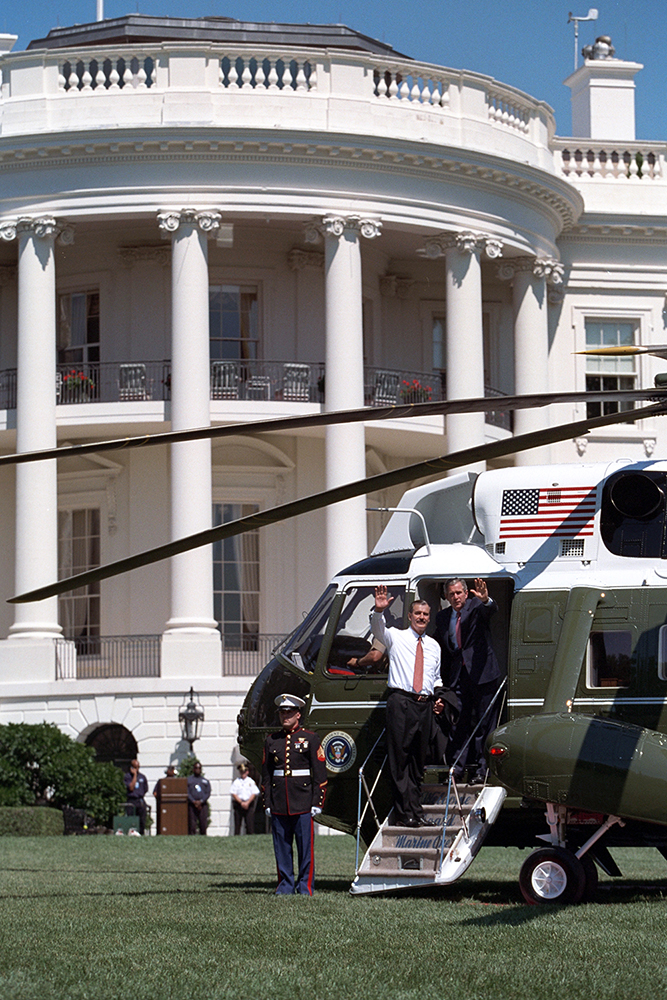
Il Presidente George W. Bush e Vicente Fox a bordo del Marine One

Marine One è il codice identificativo (o call sign) di un aeromobile del Corpo dei Marines degli Stati Uniti che trasporta il presidente degli Stati Uniti. Per questo compito sono stati adibiti 19 elicotteri che operano con il reparto di volo HMX-1 "Nighthawks". Il reparto ha in dotazione sia dei VH-3D che delle speciali versioni dell'UH-60 Black Hawk, denominati VH-60 White Hawk. Tutti gli elicotteri sono costruiti dalla Sikorsky. 
Un elicottero dei marines che trasporta il Vice Presidente utilizza il codice identificativo Marine Two.

## Storia
Il primo uso di un elicottero per il trasporto del presidente avvenne nel 1957, quando Dwight D. Eisenhower viaggiò su un H-13 Sioux. Questo velivolo all'inizio non disponeva di "comodità moderne", aggiunte poi ai successori, quali l'aria condizionata e il bagno. Nel 1958, l'H-13 fu sostituito dal H-34, e nel 1961 dall'S-61 Sea King (letteralmente: "Re del mare").  Fino al 1976, il corpo dei Marine divise la responsabilità del trasporto in elicottero del presidente con l'esercito degli Stati Uniti. Gli elicotteri dell'esercito utilizzano invece il codice identificativo Army One quando il presidente è a bordo.